# Konwencja w sprawie ochrony światowego dziedzictwa kulturowego i naturalnego

Logo UNESCO

Konwencja w sprawie ochrony światowego dziedzictwa kulturowego i naturalnego (ang. Convention Concerning the Protection of the World Cultural and Natural Heritage, fr. Convention concernant la protection du patrimoine mondial, culturel et naturel, hiszp. Convención sobre la Protección del Patrimonio Mundial Cultural y Natural, ros. Конвенция об охране всемирного культурного и природного наследия) – umowa międzynarodowa zobowiązująca państwa sygnatariuszy do identyfikacji, ochrony, konserwacji, rewaloryzacji i przekazania przyszłym pokoleniom dziedzictwa kulturowego i naturalnego. Ustanawia ochronę dziedzictwa kulturowego i przyrodniczego o wyjątkowej powszechnej wartości, m.in. przez nadawanie międzynarodowego statusu ochrony i poprzez wpisanie na listę światowego dziedzictwa UNESCO. 
Uchwalona przez UNESCO podczas 17. sesji w Paryżu 16 listopada 1972, weszła w życie z dniem 17 grudnia 1975. 
Do sierpnia 2016 Konwencję przyjęły lub ratyfikowały 192 państwa, w tym Polska, która ratyfikowała Konwencję – jako jedno z pierwszych państw – 6 maja 1976.

## Dziedzictwo kulturowe i naturalne
Konwencja (Art.1) definiuje dziedzictwo kulturowe jako: 

- zabytki: dzieła architektury, monumentalnej rzeźby lub malarstwa, elementy i budowle o charakterze archeologicznym, napisy, groty i zgrupowania tych elementów, mające wyjątkową powszechną wartość z punktu widzenia historii, sztuki lub nauki;
- zespoły: budowli oddzielnych lub łącznych, które ze względu na swą architekturę, jednolitość lub zespolenie z krajobrazem mają wyjątkową powszechną wartość z punktu widzenia historii, sztuki lub nauki;
- miejsca zabytkowe: dzieła człowieka lub wspólne dzieła człowieka i przyrody, jak również strefy oraz stanowiska archeologiczne mające wyjątkową powszechną wartość z punktu widzenia historycznego, estetycznego, etnologicznego lub antropologicznego.

W rozumieniu Konwencji (Art.2) za dziedzictwo naturalne uważane są:

- pomniki przyrody utworzone przez formacje fizyczne i biologiczne albo zgrupowania takich formacji przedstawiające wyjątkową powszechną wartość z punktu widzenia estetycznego lub naukowego
- formacje geologiczne i fizjograficzne oraz strefy o ściśle oznaczonych granicach, stanowiące siedlisko zagrożonych zagładą gatunków zwierząt i roślin, mające wyjątkową powszechną wartość z punktu widzenia nauki lub ich zachowania
- miejsca lub strefy naturalne o ściśle oznaczonych granicach mające wyjątkową powszechną wartość z punktu widzenia nauki, zachowania naturalnego piękna.

## Zapisy „Konwencji w sprawie ochrony światowego dziedzictwa kulturowego i naturalnego”
Tekst Konwencji liczy 38 artykułów:
- W preambule stwierdza się, że dziedzictwu kulturowemu i naturalnemu coraz bardziej zagraża zniszczenie również wskutek przeobrażeń społecznych i zmian gospodarczych. Uszkodzenie lub unicestwienie takich dóbr stanowi nieodwracalne zubożenie dziedzictwa wszystkich narodów świata. Dobra kulturowe o wyjątkowym znaczeniu muszą być zachowane jako element światowego dziedzictwa ludzkości. W ich ochronę musi zaangażować się cała społeczność międzynarodowa.
- Artykuły 1 i 2 definiują dziedzictwo kulturowe i naturalne.
- Zgodnie z artykułem 3 identyfikowanie i wyznaczanie granic obiektów poddawanych ochronie należy do państw stron Konwencji, na których terytorium się one znajdują.
- Artykuły 4, 5, 6 i 7 dotyczą krajowej i międzynarodowej ochrony dziedzictwa. Artykuł 5 zobowiązuje państwa strony do prowadzenia polityki ogólnej zmierzającej do wyznaczenia dziedzictwu kulturowemu i naturalnemu odpowiedniej funkcji w życiu zbiorowym i włączenie ochrony tego dziedzictwa do programów planowania ogólnego oraz ustanowienie na swoim terytorium – jeżeli nie są jeszcze ustanowione – jednej lub kilku służb ochrony, konserwacji i rewaloryzacji dziedzictwa kulturowego i naturalnego, posiadających odpowiedni personel i rozporządzających środkami pozwalającymi na wykonywanie przypadających im zadań. Państwa strony mają także obowiązek podejmowania środków prawnych, naukowych, technicznych itp. w celu ożywiania lub odtwarzania dziedzictwa.
- Artykuły 8, 9, 10, 11, 12, 13 i 14 dotyczą Komitetu Ochrony Światowego Dziedzictwa Kulturowego i Naturalnego, definiują jego struktury, cele i zadania. Artykuł 11 ustanawia listę obiektów o „wyjątkowej powszechnej wartości”, którą ustala, aktualizuje i rozpowszechnia Komitet Światowego Dziedzictwa – listę światowego dziedzictwa UNESCO.
- Artykuły 15, 16, 17 i 18 dotyczą funkcjonowania Funduszu Światowego Dziedzictwa, na który łożą państwa strony.
- Artykuły 19, 20, 21, 22, 23, 24, 25 i 26 określają warunki i tryb udzielania pomocy międzynarodowej na rzecz dóbr dziedzictwa kulturowego i naturalnego o wyjątkowej powszechnej wartości. Pomoc udzielana przez Komitet Dziedzictwa Światowego to m.in. studia nad   zagadnieniami artystycznymi, naukowymi i technicznymi związanymi z ochroną, konserwacją, rewaloryzacją i ożywianiem lub odtwarzaniem dziedzictwa kulturowego i naturalnego; skierowanie  rzeczoznawców,  techników i wykwalifikowanych robotników do czuwania nad należytym wykonaniem zatwierdzonego projektu; kształcenie specjalistów wszelkich szczebli w dziedzinie identyfikacji, ochrony, konserwacji,  rewaloryzacji i ożywiania lub odtwarzania dziedzictwa kulturowego i naturalnego; dostarczanie urządzeń, którymi zainteresowane Państwo nie dysponuje lub których nie jest w stanie nabyć; udzielanie pożyczek nisko oprocentowanych lub nie oprocentowanych,  które  mogą  być spłacane na warunkach długoterminowych; a także przyznawanie subwencji bezzwrotnych w wyjątkowych i szczególnie uzasadnionych wypadkach.
- Artykuły 27 i 28 zobowiązują państwa strony do prowadzenia programów oświatowych w celu wzmacniania w swoich społeczeństwach  poszanowania i przywiązania do dziedzictwa kulturowego i naturalnego.
- Artykuł 29 nakłada na państwa strony obowiązek składania okresowych sprawozdań.
- Artykuły 30–38 to postanowienia końcowe zawierające przypisy szczegółowe odnośnie m.in. do przyjęcia lub ratyfikacji Konwencji, jej rewizji czy jej ewentualnego wypowiedzenia.

Praktyczne wdrażanie postanowień Konwencji określają Wytyczne operacyjne do realizacji Konwencji światowego dziedzictwa (ang. Operational Guidelines for the Implementation of the  World Heritage Convention).    

## Organy wykonawcze Konwencji

### Zgromadzenie Ogólne Państw Stron Konwencji w sprawie Ochrony Światowego Dziedzictwa
Zgromadzenie wszystkich państw które przystąpiły do Konwencji. Spotkania odbywają się w trakcie Konferencji Generalnej UNESCO (art. 8). Zgromadzenie Ogólne decyduje o wysokości składek na Fundusz Światowego Dziedzictwa oraz wybiera członków Komitetu Światowego Dziedzictwa.

### Komitet Światowego Dziedzictwa

Logo Komitetu Światowego Dziedzictwa

W Komitecie Światowego Dziedzictwa zasiadają przedstawiciele z 21 krajów (art. 8). Komitet podejmuje decyzje dotyczące ogólnej polityki i zasad realizacji Konwencji w sprawie ochrony światowego dziedzictwa. W trakcie dorocznych sesji decyduje o wpisaniu obiektu na Listę światowego dziedzictwa, umieszczeniu na Liście światowego dziedzictwa w zagrożeniu lub skreśleniu z tych list. Komitet decyduje również o wykorzystaniu Funduszu Dziedzictwa Światowego – roczna kwota do dyspozycji to 3 miliony dolarów amerykańskich. Komitet monitoruje stan obiektów i działania podjęte w celu ich ochrony i zachowania – każde państwo strona przedkłada Komitetowi cykliczne sprawozdania. 
Komitetowi doradzają następujące organizacje: 
- Międzynarodowa Rada Ochrony Zabytków i Miejsc Historycznych (ang. International Council on Monuments and Sites)
- Międzynarodowa Unia Ochrony Przyrody (ang. International Union for Conservation of Nature)
- Międzynarodowy Ośrodek Studiów nad Ochroną i Konserwacją Dziedzictwa Kulturowego (ang. International Centre for the Study of the Preservation and Restoration of Cultural Property)

## Lista światowego dziedzictwa UNESCO
Konwencja (Art. 11) ustanowiła listę obiektów o „wyjątkowej powszechnej wartości” wybieranych na podstawie określonych kryteriów. O wpisaniu danego obiektu na listę decyduje spełnienie przynajmniej jednego z dziesięciu kryteriów kulturowych lub przyrodniczych. Decyzje o wpisach na listę podejmuje Komitet Światowego Dziedzictwa w trakcie corocznej sesji, począwszy od 1977, wybierając obiekty spośród nominacji zgłaszanych przez poszczególne kraje. Każdy wniosek nominacyjny musi być poprzedzony wpisem na tak zwaną listę informacyjną (ang. Tentative List). 
Lista światowego dziedzictwa UNESCO obejmuje (w lipcu 2016) 1052 obiekty w 165 krajach, w tym 814 obiektów dziedzictwa kulturowego (K), 203 przyrodniczego (P) i 35 mieszanych (K, P). W Polsce wpisano na listę 16 obiektów, z czego 15 kulturowych i 1 przyrodnicze.

## Historia

### Przed II wojną światową
Termin narodowego dziedzictwa kulturowego rozpowszechnił się w okresie oświecenia w XVIII wieku, kiedy kraje narodowe zaczęły podkreślać znaczenie swojej historii dla tożsamości narodowej.  Zainteresowanie historią i dziedzictwem wzrosło wraz z rozwojem turystyki oraz modą na tzw. podróże studialne (fr. Grand Tour, niem. Bildungsreise). Dziedzictwo stało się symbolem ciągłości tożsamości narodowej. 
W pierwszej połowie XIX wieku w Stanach Zjednoczonych zaczęła narastać świadomość konieczności zachowania dla przyszłych pokoleń miejsc o szczególnych walorach przyrodniczych czy kulturowych. Była to reakcja na m.in. zniszczenie naturalnego środowiska wodospadów Niagara. W 1872 Stany Zjednoczone ustanowiły pierwszy na świecie park narodowy, Yellowstone i w kolejnych dziesięcioleciach idea parku narodowego rozprzestrzeniła się na całym świecie. 
Po I wojnie światowej, w 1922, Liga Narodów ustanowiła Międzynarodowy Komitet Współpracy Intelektualnej (ang. International Committee on Intellectual Cooperation), który miał promować międzynarodową wymianę między naukowcami, nauczycielami, artystami i intelektualistami. Z uwagi na wysokie koszty utrzymania biura w Genewie Komitetowi groziło zakończenie działalności. W 1926, aby odciążyć Komitet, Francja utworzyła w Paryżu jego oddział, pod nazwą Międzynarodowy Instytut Współpracy Intelektualnej (ang. International Institute of Intellectual Cooperation), działający do 1940 i po wojnie w 1945 i 1946. 
Jednym z biur Instytutu było Międzynarodowe Biuro Muzeów (ang.  International Museums Office), które miało za zadanie promocję działalności muzeów i kolekcji prywatnych poprzez organizację wspólnych projektów pracy i badań naukowych. Biuro zorganizowało szereg przełomowych spotkań, które przygotowały grunt pod rozwój międzynarodowego ruchu ochrony dziedzictwa kulturowego. W 1931 Biuro zorganizowało konferencję w Atenach na temat ochrony i konserwacji pomników sztuki i historii, w której wzięło udział 118 specjalistów z 24 krajów. Uchwalono wówczas Ateńską Kartę Restauracji Zabytków Historycznych (ang. Athens Charter for the Restoration of Historic Monuments), która była pierwszym międzynarodowym dokumentem wyznaczającym zasady ochrony zabytków. W 1937 Biuro współorganizowało międzynarodową konferencję w Kairze o wykopaliskach archeologicznych. Na uchwalonych wówczas rekomendacjach wzorowano późniejsze zalecenia UNESCO dotyczące zasad stosowanych podczas wykopalisk archeologicznych z 1956. Biuro pracowało również nad konwencją w sprawie ochrony dóbr kulturowych w czasie konfliktu zbrojnego – proces jej ratyfikacji przerwał wybuch II wojny światowej; został on dokończony po zakończeniu wojny.
W okresie międzywojennym powstały również międzynarodowe organizacje w celu ochrony dziedzictwa naturalnego, m.in. Międzynarodowa Rada Ochrony Ptaków (ang. International Council for Bird Preservation, ICBP) – teraz: BirdLife International i pozarządowe Międzynarodowe Biuro Ochrony Natury (ang. International Office for the Protection of Nature) – które zakończyło działalność w trakcie II wojny światowej.   

### Po II wojnie światowej
Po wojnie, 24 października 1945 reprezentanci 50 krajów uchwalili w San Francisco Kartę Narodów Zjednoczonych, ustanawiając Organizację Narodów Zjednoczonych, w ramach której powołano do życia nowe organizacje. 
W listopadzie 1945 powstała Organizacja Narodów Zjednoczonych do spraw Oświaty, Nauki i Kultury (ang. United Nations Educational, Scientific and Cultural Organization, UNESCO), która przejęła spuściznę po przedwojennym IIIC i miała kontynuować pracę Instytutu. Konstytucja UNESCO, powołująca do życia organizację, została podpisana 16 listopada 1945 i weszła w życie 4 listopada 1946. Artykuł 1 konstytucji określający cele i funkcje organizacji, mówi m.in., że UNESCO 

Udziela pomocy przy zachowaniu, rozszerzaniu i rozpowszechnianiu wiedzy;
Czuwając nad zachowaniem i ochroną światowej spuścizny książek, dzieł sztuki, zabytków historii i nauki oraz zalecając zainteresowanym narodom podpisanie odpowiednich konwencji międzynarodowych;
Wspierając współpracę między narodami we wszystkich dziedzinach działalności intelektualnej, w tym międzynarodową wymianę przedstawicieli oświaty, nauki i kultury, jak również wymianę wydawnictw, dzieł sztuki i obiektów zainteresowania nauki, a także innych materiałów informacyjnych;
Ułatwiając poprzez odpowiednie metody współpracy międzynarodowej dostęp wszystkich narodów do wydawnictw publikowanych przez każdy z nich.

Początkowo cel ten realizowany był poprzez doradzanie Państwom Członkowskim w zakresie konserwacji ich dziedzictwa. Pierwszym znaczącym projektem było ratowanie świątyń nubijskich w Abu Simbel, którym groziło zalanie po wybudowaniu Wysokiej Tamy w Asuanie. W 1959, na wniosek Egiptu i Sudanu, UNESCO zorganizowało międzynarodową kampanię na rzecz uratowania świątyń. Przyspieszono prace archeologiczne na terenach zagrożonych zalaniem, a świątynie Abu Simbel przeniesiono w bezpieczną lokalizację. Kampania kosztowała 80 milionów dolarów amerykańskich, z czego połowa pochodziła z donacji wniesionych przez 50 krajów. Kolejne kampanie organizowano na rzecz ratowania zabytków centrum Florencji po powodzi w 1966, Wenecji, by znaleźć rozwiązanie problemu regularnych podtopień w okresie zimowym (1970) czy Mohendżo Daro i Borobudur. 
Dzięki działalności organizacji pozarządowych (Sierra Club, World Wildlife Fund) w latach 60. XX wieku ochroną dziedzictwa naturalnego zaczął interesować się rząd amerykański. Konferencja w Białym Domu (ang. White House conference) w 1965 wezwała do utworzenia trustu na rzecz światowego dziedzictwa (ang. Trust for the World Heritage) w celu identyfikacji, zachowania i zarządzania naturalnymi i malowniczymi obszarami a także obiektami historycznymi. 
Idea ta została podchwycona przez Międzynarodową Unię Ochrony Przyrody (ang. International Union for Conservation of Nature), który w 1968 zaproponował swoim członkom podobną inicjatywę i później przez Międzynarodową Radę Ochrony Zabytków i Miejsc Historycznych (ang. International Council on Monuments and Sites). W 1965 za sprawą UNESCO rozpoczęto proces jej realizacji – wypracowania Konwencji. 

### Przyjęcie Konwencji
Propozycje Stanów Zjednoczonych, Międzynarodowej Unii Ochrony Przyrody i UNESCO zostały zaprezentowane na konferencji ONZ w Sztokholmie w 1972 – była to pierwsza globalna konferencja na temat środowiska (prekursorka Szczytu Ziemi w 1992 i (Światowego Szczytu Zrównoważonego Rozwoju w 2002). Podczas tej konferencji uchwalono rezolucję, że Konferencja Generalna UNESCO powinna przyjąć Konwencję Dziedzictwa Światowego. 
Konwencja – bazująca na unikalnym połączeniu koncepcji ochrony przyrody i ochrony zabytków – została przyjęta w Paryżu 16 listopada 1972, a weszła w życie 17 grudnia 1975. Konwencja została spisana w językach angielskim, arabskim, francuskim, hiszpańskim i rosyjskim, a jej depozytariuszem jest dyrektor generalny UNESCO. 
Do sierpnia 2016 Konwencję przyjęły lub ratyfikowały 192 państwa. Polska ratyfikowała Konwencję – jako jedno z pierwszych państw – 6 maja 1976 a 29 czerwca 1976 złożyła dokument ratyfikacji w UNESCO. W stosunku do Polski Konwencja weszła w życie z dniem 29 września 1976.